# لورالین گریر
لورلین آن گریر (لورلین گریر میل‌هاوس یا لورلین گریر راجرز) (زادهٔ ۱۵ دسامبر ۱۹۲۸) (درگذشت ۱۶ فوریه ۲۰۰۱) یک بازیکن بسکتبال آمریکایی بود که از اواسط دهه ۱۹۴۰ تا اواسط دهه ۱۹۵۰، فعالیت حرفه‌ای در رشته بسکتبال داشت. گریر رکورد بیشترین امتیاز یک بازی در یک تورنمنت را ثبت کرده است. او کاپیتان تیم ملی بسکتبال زنان ایالات متحده بود که در بازی‌های پان امریکن ۱۹۵۵ مدال طلا را کسب کرد و در سال ۲۰۰۴ به تالار مشاهیر بسکتبال زنان راه یافت.

## اوایل زندگی
گریر در ۱۵ دسامبر ۱۹۲۸ به دنیا آمد و در دز آرک، آرکانزاس بزرگ شد.

## حرفه
گریر از سال ۱۹۴۷ تا ۱۹۵۴ در لیگ آل-آمریکا بازی می‌کرد. او در سال‌های ۱۹۴۸ تا ۱۹۴۹ برای تیم کوکز گلدبلومز بازی کرد. در فصل ۱۹۵۱–۱۹۵۲، زمانی که گریر عضو تیم هانز هوسیری بود، در یک بازی چهل‌ویک امتیاز به دست آورد که رکورد تورنمنت را به خود اختصاص داد. او همچنین در بازی مقابل تیم جکسون مگنولیا ویپس (میسیسیپی)، سی‌وپنج امتیاز کسب کرد. به همین دلیل، هم‌تیمی‌هایش او را «صخره» می‌نامیدند و مربی‌اش ویرجیل یو او را بازیکنی معرفی کرد که باعث «بزرگی» تیم هانز هوسیری شد.
در سال ۱۹۵۲، گریر جایزه یادبود لوئیس ای. تیگ را از کارولیناس دریافت کرد و به‌عنوان باارزش‌ترین بازیکن در مسابقات قهرمانی ملی ای‌ای‌یو در سال‌های ۱۹۵۲، ۱۹۵۳ و ۱۹۵۴ انتخاب شد.
در سال ۱۹۵۵، گریر کاپیتان تیم بسکتبال زنان بود که به بازی‌های پان امریکن در مکزیکوسیتی رفت. درآن تیم بازیکنان مانند لومتا اودوم نیز حضور داشتند. او به‌طور متوسط ۱۸٫۳ امتیاز در هر بازی به دست آورد و رکورد بیشترین امتیاز در یک بازی و در کل تورنمنت را ثبت کرد. او همچنین رکوردهای متعددی در پرتاب‌های آزاد ثبت کرد. این اولین باری بود که بسکتبال زنان در بازی‌های پان امریکن شرکت داشت و تیم موفق به کسب مدال طلا شد.
گریر در فصل ۱۹۵۶–۱۹۵۷ برای تیم آرکانزاس تراولرز به مربی‌گری هیزل واکر بازی کرد. گوس گاروت، یکی از دوستان هیزل واکر، فکر می‌کرد که گریر برای بازی آن‌ها «نه به اندازه کافی سریع است و نه به اندازه کافی سر سخت» و پس از آن فصل، واکر مجبور شد او را از تیم کنار بگذارد.

## زندگی پس از بسکتبال
پس از بازنشستگی از بسکتبال، گریر به فیلادلفیا نقل‌مکان کرد و یادگرفت که چگونه یک کسب‌وکار مدیریت قبرستان را اداره کند. لورلین گریر یکی از بازیکنان برجسته بسکتبال زنان در دهه‌های ۱۹۴۰ و ۱۹۵۰ بود. او با ثبت رکوردهای چشمگیر در امتیازآوری و کاپیتانی تیم ملی آمریکا، نقش مهمی در موفقیت‌های تیم داشت. پس از بازنشستگی، او در مدیریت کسب‌وکار فعالیت کرد. در اوایل دهه ۱۹۶۰، گریر با فرانک دبلیو. راجرز (۱۹۲۱–۱۹۹۱) آشنا شد و ازدواج کرد و این زوج یک قبرستان را به‌عنوان یک شغل برای دوران بازنشستگی خود در هبراسپیرینگز، آرکانزاس توسعه دادند. گریر که یک سیگاری حرفه‌ای بود، در ۱۶ فوریه ۲۰۰۱ به دلیل سرطان ریه درگذشت.

## افتخارات
گریر در سال ۱۹۶۷ به اولین تالار افتخاری زنان در تالار هلمز هال راه یافت و در سال ۲۰۰۴ به تالار مشاهیر بسکتبال زنان وارد شد.